# 벨리카모라바강

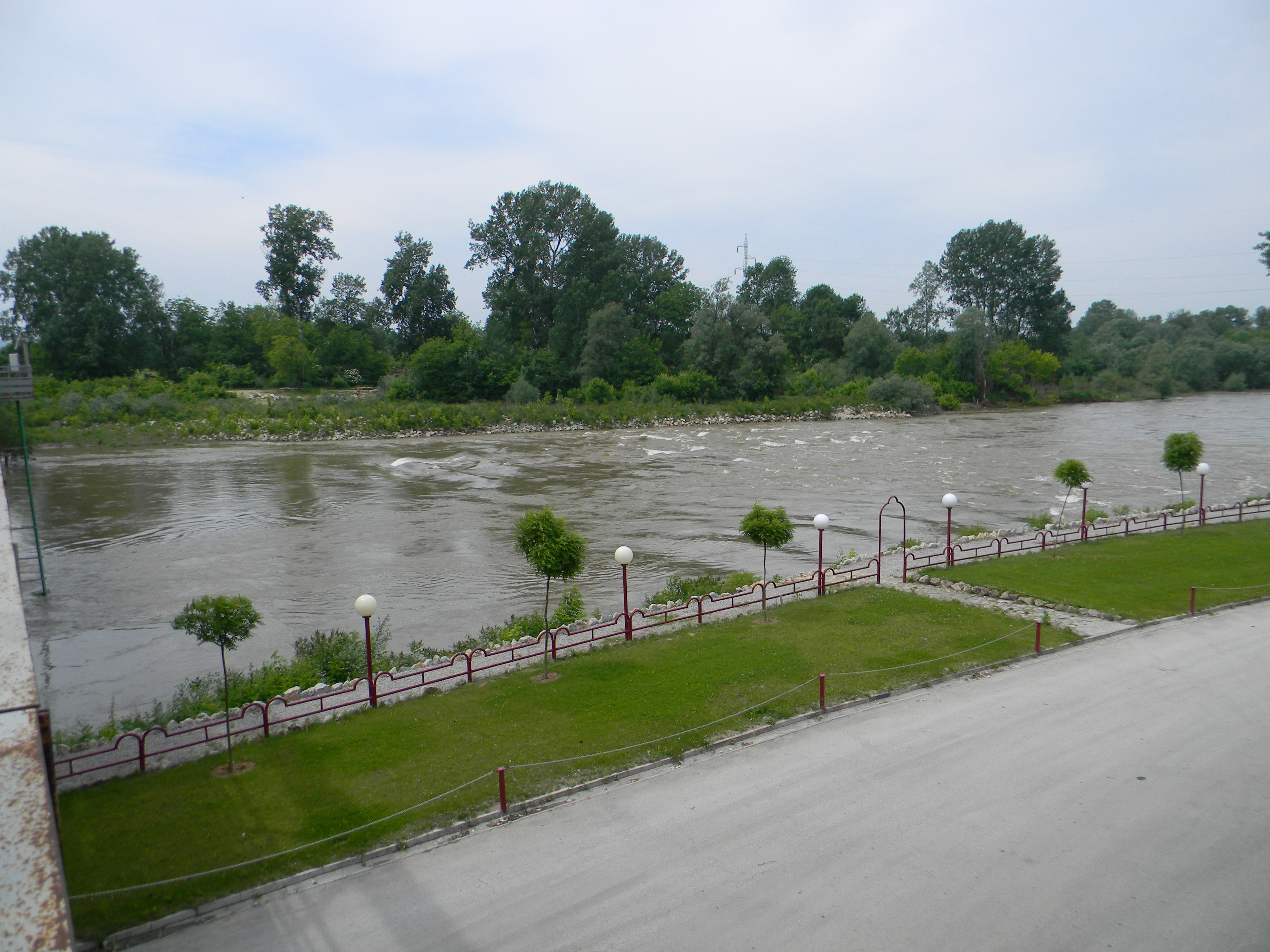

모라바강(세르비아어: Morava, Морава)은 세르비아 동부와 남부를 흐르는 강이다. 다뉴브강의 지류이며, 길이 493 km, 유역면적 37,444 km2이며, 세르비아 남부를 흐르는 중요한 강이다.
강의 상류는 크게 남쪽의 주즈나모라바강과 서쪽의 자피드나모라바강 두 지류로 갈라진다. 자피드나모라바강은 마케도니아 공화국에서 발원한다. 일부 유역은 불가리아에도 속한다. 남과 서의 두 지류가 합쳐진 이후의 하류부는 세르비아에서는 대(大)모라바강이라는 뜻의 벨리카모라바강(세르비아어: Velika Morava Велика Морава)이라고도 한다. 세르비아 동부의 비옥한 지대를 흐른 후, 수도 베오그라드 남쪽에서 다뉴브강으로 흘러들어간다. 과거에는 발칸반도 남부의 중요한 교통로로 이용되었다.